# کاسالتزوینیو
کاسالتزوینیو (به ایتالیایی: Casalzuigno) یک کومونه در ایتالیا است که در استان وارزه واقع شده‌است.

## خصوصیات
کاسالتزوینیو ۷٫۳ کیلومترمربع مساحت و ۱٬۳۷۷ نفر جمعیت دارد.